# Trochamminida
Trochamminida es un orden de foraminíferos bentónicos aglutinados de la clase Foraminiferea, o Foraminifera. Su rango cronoestratigráfico abarca desde el Cámbrico hasta la Actualidad.

## Clasificación
Trochamminida incluye al siguiente suborden y superfamilia:
- Suborden Trochamminina
  - Superfamilia Trochamminoidea

Las familias (Trochamminidae y Remaneicidae) de la tradicional superfamilia Trochamminoidea, fueron elevadas a superfamilias:
- Superfamilia Trochamminoidea
- Superfamilia Remaneicoidea